# البحرين في الألعاب البارالمبية الصيفية 2004
تنافست البحرين في الدورة البارالمبية الصيفية لعام 2004 في أثينا عاصمة اليونان. ضم الفريق خمسة رياضيين وجميعهم من الرجال. فاز أحمد مشيمع بالميدالية الوحيدة للبحرين في دورة الألعاب وكانت فضية دفع الجلة.